# Joseph Avenol
Joseph Louis Anne Avenol (9. června 1879 – 2. září 1952) byl francouzský diplomat.
V letech 1933–1940 sloužil coby v pořadí druhý generální tajemník Společnosti národů. Neměl však dostatečný vliv k tomu, aby zabránil poklesu počtu členských zemí organizace a agresím Japonska, Itálie, Německa a Sovětského svazu, případně občanské válce ve Španělsku. V roce 1940 vyjádřil loajalitu francouzskému maršálu Pétainovi, čímž se jeho setrvání v čele Společnosti národů stalo dále neúnosným.